# Wanda Jackson (album)
| Recensione | Giudizio |
| ---------- | -------- |
| AllMusic   |          |

Wanda Jackson è l'album di debutto della cantante country e rockabilly statunitense Wanda Jackson, pubblicato dalla Capitol Records nel luglio del 1958.

## Tracce

### LP (1958, Capitol Records, T-1041)
Lato A
1. Day Dreaming – 3:06 (Bill Cantrell, Quinton Claunch, Bud Deckelman) – Registrato l'8 aprile 1958
2. I Wanna Waltz – 2:01 (Thelma Blackman) – Registrato l'8 aprile 1958
3. Heartbreak Ahead – 2:46 (Dorothy Summers Brown) – Registrato l'8 aprile 1958
4. Making Believe – 2:17 (Jimmie Work) – Registrato il 7 aprile 1958
5. Here We Are Again – 2:48 (Don Everly, Phil Everly) – Registrato l'8 aprile 1958
6. Long Tall Sally – 1:57 (Enotris Johnson) – Registrato il 9 aprile 1958

Lato B
1. Just Call Me Lonesome – 3:06 (Rex Griffin) – Registrato il 7 aprile 1958
2. Let Me Go Lover – 2:08 (Jenny Lou Carson) – Registrato il 7 aprile 1958
3. Money, Honey – 2:12 (Jesse Stone) – Registrato il 9 aprile 1958
4. I Can't Make My Dreams Understood – 2:21 (Jim West, Buck Bryant) – Registrato il 9 aprile 1958
5. Happy, Happy Birthday – 2:36 (Gilbert Lopez, Margo Sylvia) – Registrato il 7 aprile 1958
6. Let's Have a Party – 2:09 (Jessie Mae Robinson) – Registrato il 7 aprile 1958

## Tracce

### CD (2002, Capitol Records, 72435-40682-2-5)
1. Day Dreaming – 3:06 (Bill Cantrell, Quinton Claunch, Bud Deckelman)
2. I Wanna Waltz – 2:01 (Thelma Blackman)
3. Heartbreak Ahead – 2:46 (Dorothy Summers Brown)
4. Making Believe – 2:17 (Jimmie Work)
5. Here We Are Again – 2:48 (Don Everly, Phil Everly)
6. Long Tall Sally – 1:57 (Enotris Johnson)
7. Just Call Me Lonesome – 3:06 (Rex Griffin)
8. Let Me Go Lover – 2:08 (Jenny Lou Carson)
9. Money, Honey – 2:12 (Jesse Stone)
10. I Can't Make My Dreams Understood – 2:21 (Jim West, Buck Bryant)
11. Happy, Happy Birthday – 2:36 (Gilbert Lopez, Margo Sylvia)
12. Let's Have a Party – 2:09 (Jessie Mae Robinson)
13. Half as Good a Girl – 3:09 (Jack Rhodes) – Traccia bonus - Registrato l'8 giugno 1956
14. Silver Threads and Golden Needles – 2:36 (Dick Reynolds, Jack Rhodes) – Traccia bonus - Registrato il 20 settembre 1956
15. Cryin' Through the Night – 2:58 (Oscar Levant) – Traccia bonus - Registrato l'8 giugno 1956
16. Let Me Explain – 2:26 (Chuck Willis) – Traccia bonus - Registrato il 1º marzo 1957
17. No Wedding Bells for Joe – 2:31 (Jim Coleman, Marijohn Wilkin) – Traccia bonus - Registrato il 17 settembre 1957
18. Just a Queen For a Day – 2:29 (Harlan Howard) – Traccia bonus - Registrato il 17 settembre 1957

- Durata brani (non accreditati sia nell'album originale della Capitol Records che nelle varie edizioni su CD) ricavati dalla ristampa su vinile pubblicata dalla Doxy Records (DOY622)

## Musicisti
- Wanda Jackson – voce (in tutti i brani)
- Buck Owens – chitarra (in tutti i brani)
- Vernon Sandusky – chitarra (LP da: A1 a B6)
- Joe Maphis – chitarra (CD: 13, 14 e 15)
- Lewis Talley – chitarra (CD: 13, 14 e 15)
- J. W. Marshall – chitarra (CD: 16)
- Billy Strange – chitarra (CD: 17 e 18)
- Ralph Mooney – chitarra steel (CD: 13, 14 e 15)
- Merrill E. Moore – pianoforte (in tutti i brani)
- Big Al Downing – pianoforte (LP da: A1 a B6)
- Jelly Sanders – fiddle (CD: 13, 14 e 15)
- Skeets McDonald – basso (LP da: A1 a B6)
- Clarence Dooley – basso (CD: 13, 14 e 15)
- Rollie Bundock – basso (CD: 16, 17 e 18)
- Joe Brawley – batteria (LP da: A1 a B6)
- Marion Adams – batteria (CD: 13, 14 e 15)
- Roy Harte – batteria (CD: 16, 17 e 18) [3]